# Skörby
Skörby är ett villaområde i västra Bålsta. Från 2015 till 2018 räknades bebyggelsen som en separat tätort, från att tidigare ha ingått i Bålsta tätort och vari den från 31 december 2018 åter ingår i.
| Befolkningsutvecklingen i Skörby 2015–2015 | Befolkningsutvecklingen i Skörby 2015–2015 | Befolkningsutvecklingen i Skörby 2015–2015 | Befolkningsutvecklingen i Skörby 2015–2015 | Befolkningsutvecklingen i Skörby 2015–2015 |
| --- | ------------------------------------------ | ------------------------------------------ | ------------------------------------------ | ------------------------------------------ |
| |                                            |                                            |                                            |                                            |
| År |                                            |                                            | Folkmängd                                  | Areal (ha)                                 |
| 2015 | 2015                                       |                                            | 1 220                                      | 67                                         |
| 2018 | 2018                                       |                                            | 1 162                                      | ##                                         |
| Anm.: ny tätort 2015 utbruten ur tätorten Bålsta, 2018 sammanväxt med Bålsta igen ## Arean 31 december 2016, 2017 och 2018 fortsatt samma som avgränsades som tätort 2015. |                                            |                                            |                                            |                                            |